# پونتیاک، کبک
پونتیاک (به فرانسوی: Pontiac) شهری در منطقه شهری له کولین-دو-لوتاوه ناحیه اوتاوه در استان کبک کانادا است. در سرشماری سال ۲۰۱۱ این شهر ۴٬۹۳۸ نفر جمعیت داشته‌است و مساحت آن ۴۴۶٫۸۷ کیلومتر مربع است.